# Lago de Chapala
El lago de Chapala es el embalse natural más grande de México, al contar con 1112 km². Se localiza en los estados de Jalisco y Michoacán, aunque la mayor parte del cuerpo de agua pertenece al primero.El lago tiene una capacidad total de aproximadamente 8000 hectómetros cúbicos (hm³) y una superficie total de 114 659 hectáreas (1146,6 km²), de las cuales el 86 % se hallan en Jalisco y el 14 % en Michoacán. Este lago es la principal fuente de abastecimiento de agua potable de la Zona Metropolitana de Guadalajara ya que aporta el 60 % de líquido que llega a la ciudad. En febrero de 2009 el lago fue declarado sitio Ramsar (Humedal de Importancia Internacional). 

## Formación geológica
El lago de Chapala en la era Paleozoica formaba parte de un fiordo, proveniente del sur de Colima y que terminaba en el Bajío. Cuando la Placa de Farallón se segmentó en las derivantes Juan de Fuca, Cocos, Rivera y Nazca, el lago quedó separado del mar. Antes de que se formara la actual laguna, existía otro lago de mayor proporción abarcando desde el sur de Jalisco hasta Aguascalientes. Este embalse se dividió por actividad volcánica y por la formación de la falla de Zapopan, dejando sólo unos cuantos valles lacustres, entre ellos, el lago de Chapala. En la actualidad, el lago se encuentra sobre un valle rodeado de conos y domos volcánicos, además de encontrar en los cerros antiguas escarpas de fallas geológicas.

## Hidrografía del lago
El lago de Chapala se encuentra en la depresión hidrológica Lerma-Santiago, que cubre 125 555 km², de la que aproximadamente el 30 % es parte del río Lerma, 8 % del embalse y 62 % del río Grande de Santiago. Desembocan los ríos Huaracha y Duero en el río de la Pasión, que nace en Michoacán atravesando Tizapán y arroyos temporales que confluyen en la laguna. El río Zula desemboca en el río Santiago, muy cerca del nacimiento de este en el lago de Chapala, sin embargo, debido a la represa que hay río abajo del Santiago, el río Zula aporta agua al lago cuando la represa se encuentra cerrada. El lago cumple la función de regular el clima de la zona.

## Islas
En el lago se encuentran tres islas: la Isla de Mezcala, la Isla de los Alacranes y la llamada Menor.

## Clima
El clima de la laguna es templado con lluvias en verano. Las lluvias se presentan entre los meses de junio y octubre. Los períodos más fríos son de diciembre a febrero. Su temperatura media es de 19,9 °C, con oscilaciones de entre 35 °C y 0 °C, según la temporada.

## El lago en la historia

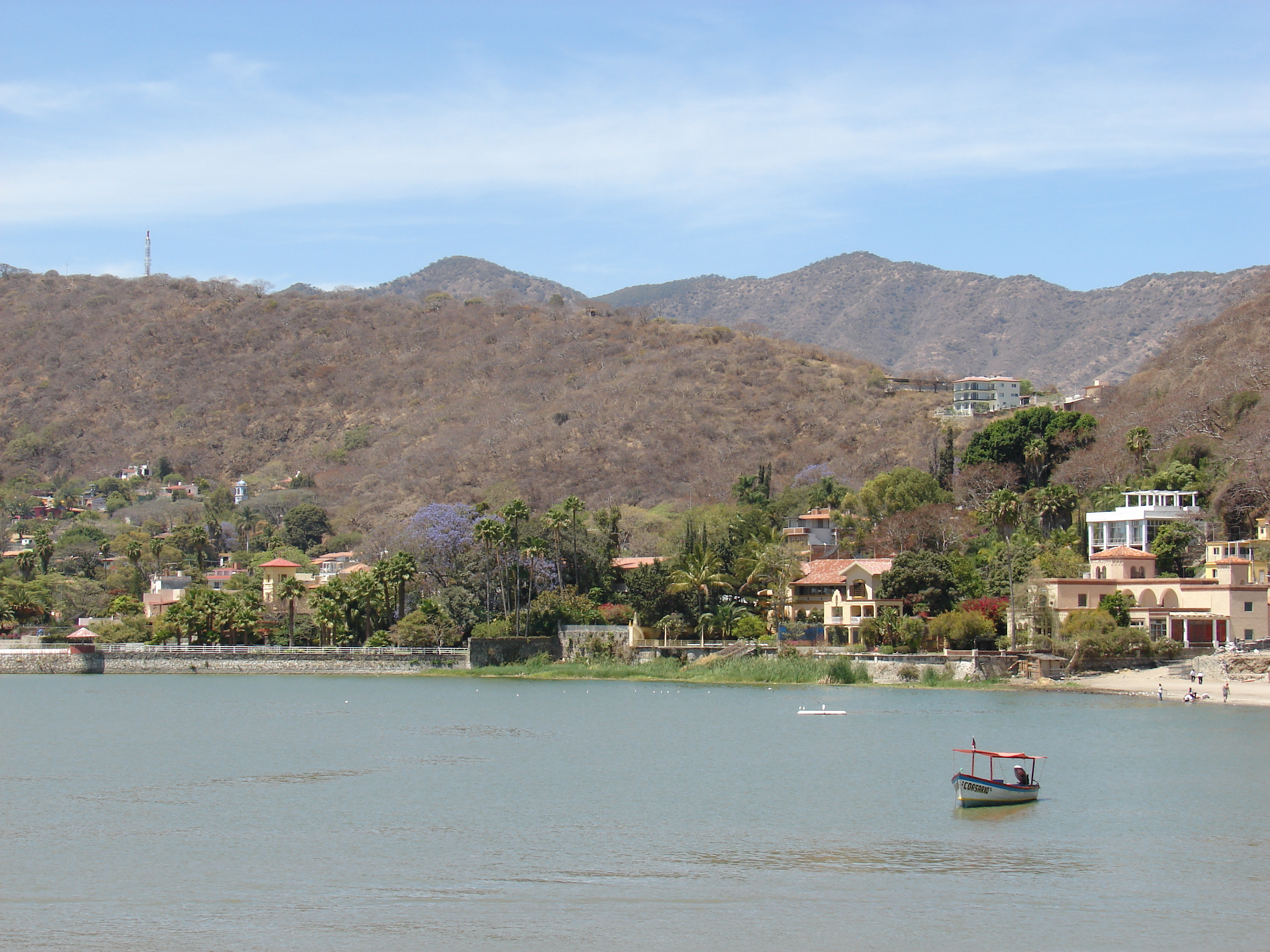
Panorámica de la bahía de Chapala, en la rivera del lago de mismo nombre, en el estado de Jalisco, México.

En la época prehispánica, los viajantes desde Aztlán llegaron al laguna de Chapala, varias familias se quedaron en esa zona fundando los primeros asentamientos, el lago fue llamado Chimaloacán que significa región donde se usa el chimalli o escudo. Los habitantes de Chapala, eran Tecuexes descendientes de los toltecas y que se regían bajo el señorío de Tonalán. Según la tradición, un caudillo llamado Chapa alentó a los habitantes a fundar Chapala, que en ese entonces se llamaba Chapatla o Chapatlán. Para 1526, la región fue conquistada por Alonso de Ávalos y dependía del virrey y de la Nueva España, a pesar de tener relación con el reino de Nueva Galicia. 
Una de las primeras descripciones de la laguna, se encuentran en la Crónica miscelánea, escrita por el padre Antonio Tello, quien al narrar la expedición de Nuño de Guzmán para la conquista de los territorios de Nueva Galicia, describió el lago de esta forma:

Habiendo llegado a Zula, población de más de dos mil indios, no hallaron en ella gente alguna y subiendo a lo alto del cerro se ve la laguna de Chapala, en la que entra el río Lerma o Toluca, o Salamanca, nombres que coge de su nacimiento y partes por donde corre, que después sale de dicha laguna con el nombre de Grande, por ser hijo de entre tal madre, que entre todas lagunas se intitula el mar Chapálico: tan especial que siendo sus aguas dulces y saludables, son sus arenas limpias y está libre de cieno y atolladeros; sus playas son en algunas partes muy esparcidas y en otras las aguas chocan en riscos y peñascos, levantando olas y sus resacas arrojan conchas y caracoles: tiene treinta leguas (120 km) de longitud y su circunferencia más de sesenta; produce en abundancia pescado bagre deleitoso al gusto, tan grande que desde una cuarta llega su variedad a vara y media y el blanco llega a media vara; tan sano que a ningún enfermo se le prohíbe y no hay pescado como el en todo el reino: tiene esta de anchura siete leguas y en su medio dos isletas, una de más de cuatro mil varas, muy frondosa; muchos son los pueblos que tienen asiento en sus márgenes, por lo que se denomina con sus nombres, si bien el más común es el de Chapala, como que chocan las aguas en los muros de la fábrica principal del pueblo.

En aquel tiempo, la laguna era denominado Mar Chapálico por su extensión, pues en ese entonces era una laguna muy inmensa. Cientos de personas presenciaron el estero en su apogeo, una de ellas fue Alexander von Humboldt, que en su Ensayo político sobre el reino de la Nueva España, describe el lago de esta forma:

Los lagos de que abunda México y cuya mayoría parece disminuir de año en año, no son sino los restos de aquellos inmensos depósitos que al parecer existieron en otros tiempos en las grandes y altas llanuras de las cordilleras. Me contento en esta descripción física, con nombrar la gran laguna de Chapala en la Nueva Galicia, el cual tiene cerca de 160 leguas cuadradas y tiene el doble de la superficie del lago de Constanza.

## Desarrollo económico en los lugares vecinos

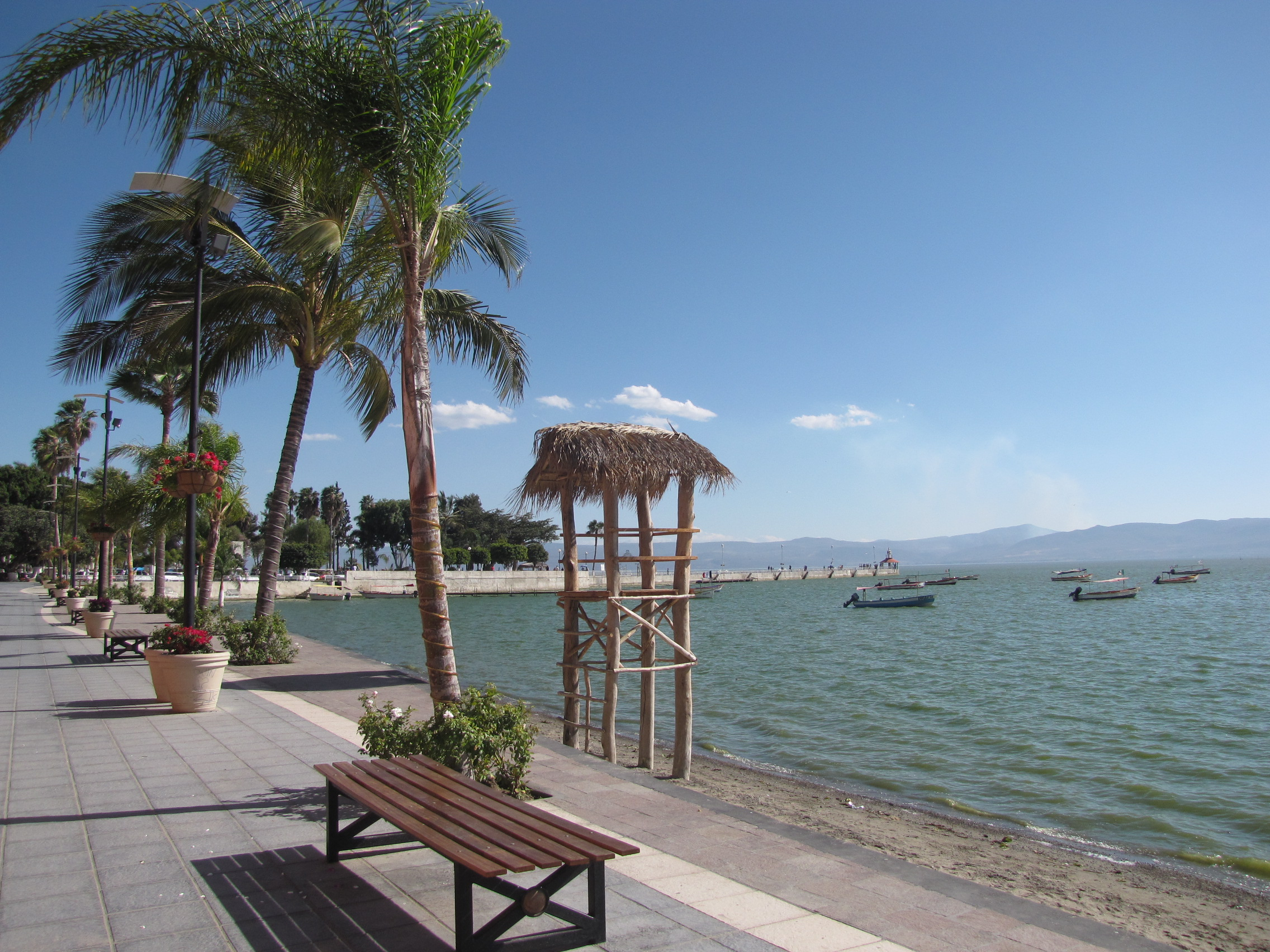
Malecón del lago.

El lago se ubica entre los municipios de:
- Jalisco
  - Chapala
  - Poncitlán
  - Ocotlán
  - Jamay
  - Jocotepec
  - Tuxcueca
  - Tizapán el Alto
- Michoacán
  - Cojumatlán de Régules
  - Venustiano Carranza
  - Briseñas

La influencia económica, ha beneficiado a municipios de Jalisco como La Barca, Jamay, Ocotlán, Chapala, y Jocotepec y municipios de Michoacán como Venustiano Carranza Chavinda, Jiquilpan, Sahuayo, Pajacuarán y Villamar.
Alrededor de estos municipios, se da un desarrollo desigual pues en unos se encuentra excelente economía y en otros no hay por lo menos un desarrollo aceptable. Alrededor de los ríos se concentra la agricultura y en los alrededores el turismo, en los lugares de menor economía se puede encontrar que la principal actividad es la pesca. Debido a la disponibilidad del agua en Chapala se han podido desarrollar cultivos de todo tipo, además de dar cabida a la ganadería. En las zonas de desarrollo turístico, se dan la artesanía y actividades de tipo restaurantera y hotelera.

### Turismo
El turismo se estableció en el siglo XIX, cuando el primer turista estadounidense visitó Chapala, poco después se ofrecían viajes en tren desde Ocotlán hasta Chapala y se llegaron a dar paseos en barcos a vapor por la ribera del lago. Cuando el presidente Porfirio Díaz visitó Chapala, todos los años el turismo creció por el sello presidencial. Pero no fue hasta los años cincuenta, que el embalse encontró un buen desarrollo para el turismo en la región. Es el lugar preferido de algunos estadounidenses y canadienses, habiéndose desarrollado hasta la fecha colonias de retiro de estadounidenses y canadienses.

## Flora y fauna

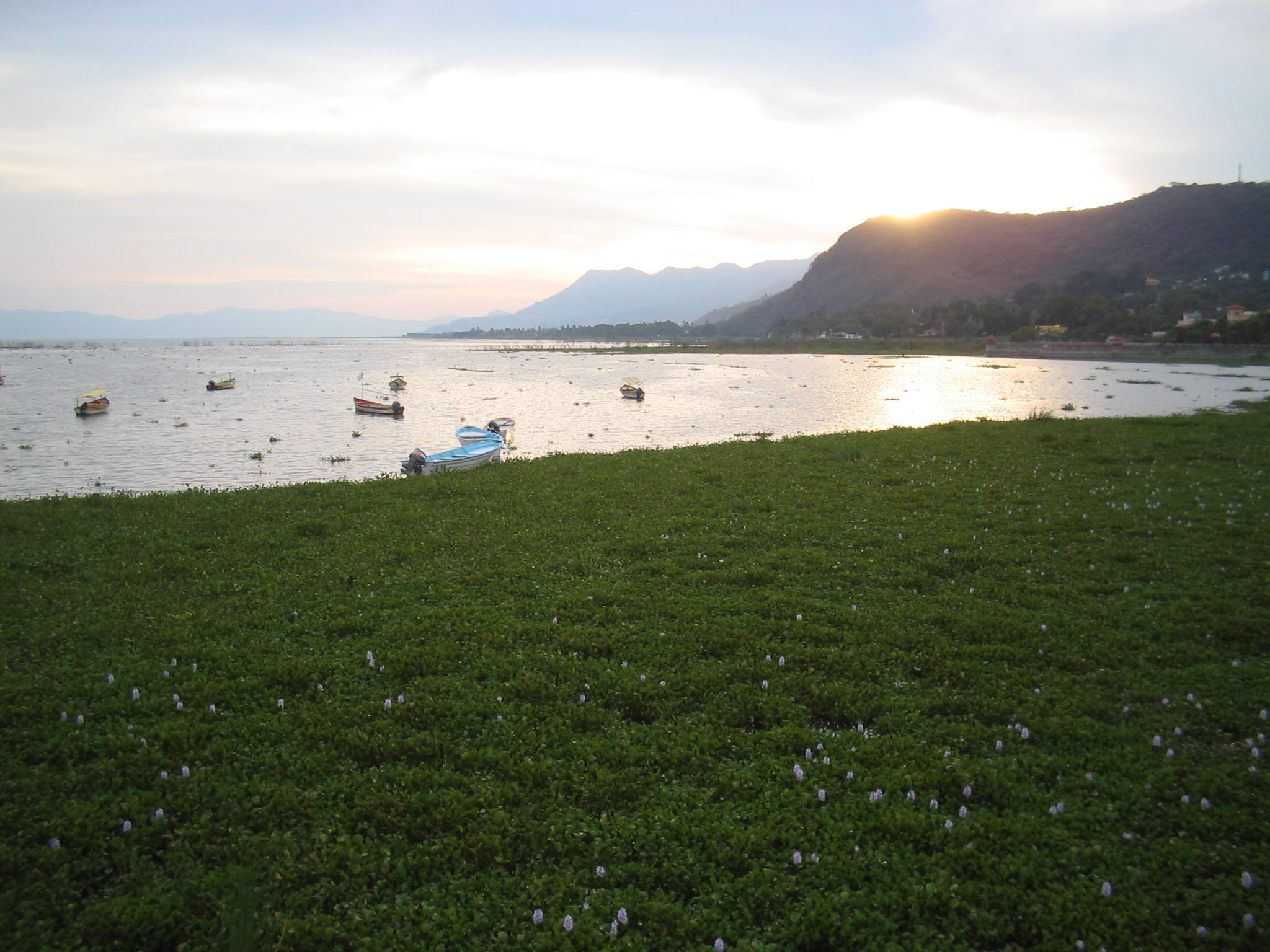
El lirio es una planta muy común del lago de Chapala y suele cubrir grandes extensiones del éste.

La flora que logramos encontrar en esta región es bastante diversa, entre las cuales destacan:
- Tripilla o lenteja de agua (Promageton angustissimus) vive en las zonas en torno a la ribera y se identifica por las sombras que forma debajo del agua.
- Lirios (Eichhornia craaipes), forma parte de esta vegetación, se encuentran donde desembocan los ríos o áreas próximas a la orilla, por temporadas llega a tener tasa de crecimiento muy elevada, se considera una especie exótica, pero debido a la gran cantidad de los mismos son considerados una plaga que ha alternado drásticamente el ecosistema del Lago de Chapala.
- Juncal o Carrizo (Phragmites australis), estas plantas se consideran acuáticas teniendo un gran impacto en el ecosistema del Lago de Chapala.
- Guaje (Leucaena leucocephala).
- Papelillo (Bougainvillea).
- Pajonal (Calamagrostis effusa).
- Guamúchil (Pithecellobium dulce).
- Pino (Pinus).
- Encino (Quercus).
- Tabachín (Delonix regia).
- Nopal (Opuntia ficus-indica).
- Palo dulce (Eysenhardtia polystachya).
- Huizache (Vachellia farnesiana).

La fauna que caracteriza en mayor parte al Lago de Chapala son las especies acuáticas, pues este es el recurso que más abunda, se conocen cerca de 39 especies de peces nativas y 4 introducidas, varias ya se extinguieron y otras están en peligro de desaparecer, al igual que existen varias especias de charal propias del lago. Aparecen también 2 especies de almejas y 2 de crustáceos: el cangrejo de río (acocil) y el cangrejo redondo. 
En los territorios de tierra firme también es posible apreciar ejemplares de:
- Venados (Cervidae)
- Coyotes (Canis latrans)
- Zorrillos (Mephitidae)
- Conejos (Oryctolagus cuniculus)
- Víboras de cascabel (Crotalus durissus)

Más específicamente, en cuanto a los mamíferos existentes en la zona se estima que un 31% son de origen neotropical, un 25% neárticos y un 44% comparten estas características, ya que se trata de especies cuya distribución se extiende entre estas dos regiones.

### Área Natural Protegida
El Anillo Verde del Lago de Chapala es un proyecto que pretende decretar un área natural protegida de carácter estatal  de 99,120 hectáreas en la cuenca alta e inmediata del Lago de Chapala, con objeto de resguardar bajo categoría de Conservación las coberturas vegetales que prestan importantes servicios ecosistémicos al Lago: condensación, infiltración, carga y recarga de acuíferos, aire puro, regulación de la temperatura, contención de azolves, albergue de importantes especies de flora y fauna y belleza de paisaje
En el año 2017 se propuso decretar e incorporar los polígonos de la Sierra Cóndiro Canales, con una superficie de 6,065 hectáreas en los Municipios de Atotonilco el Alto, La Barca y Ocotlán. y el Polígono San Miguel Chiquihuitillo, un corredor de 12,780 hectáreas  en los Municipios de Chapala, Ixtlahuacán de los Membrillos y Poncitlán.
Todo esto con el fin de alcanzar cerca de 99,120 hectáreas de espacios naturales con certidumbre jurídica

## Aves migratorias y permanentes
Las aves acuáticas y terrestres sean residentes o migratorias juegan un papel fundamental en el equilibrio ecológico del Lago de Chapala, ya que gracias a sus actividades como la polinización o dispersión de semillas y la regulación de insectos o roedores, hace posible las funciones ecológicas, puesto que en este lugar encuentran descanso, refugio, alimento y reproducción, hacen además visible la salud ambiental del Lago y su presencia es muy agradable visiblemente para el humano que visita el lugar 
Algunas de ellas son:
1. Sporophila torqueola (semillerito collajero)
2. Aimophila ruficauda (zacatonero cabecirrayada)
3. Passerculus sandwichensis (sabanero)
4. Columbina inca (tórtola cola larga)
5. Columbina talpacoti (tórtola roja)
6. Zenaida asiatica (paloma ala blanca)
7. Zenaida macroura (paloma huilota)
8. Lanius ludovicianus (alcaudón verdugo)
9. Syornis nigricans (mosquetero negro)
10. Carduelis psaltria (dominico)
11. Carpodacus mexicanus (pinzón mexicano)
12. Mitrephanes phaeocercus (mosquetero copetón)
13. Passerina versicolor (colorín morado)
14. Quiscalus mexicanus (zanate mexicano)
15. Mimus polyglottos (cenzontle norteño)
16. Toxostoma curvirostre (cuitlacoche común)
17. Turdus rufopalliatus (mirlo dorso rufo)
18. Xanthocephalus xanthocephalus (tordo cabeza amarilla)
19. Molothrus aeneus (tordo ojirrojo)
20. Crotophaga sulcirostris (garrapatero pijuy)
21. Anas platyrhynchos (pato de collar)
22. Anas discors (cerceta alazul)
23. Anas cyanoptera (cerceta canela)
24. Anas crecca (cerceta aliverde)
25. Anas clypeata (pato cucharón-norteño)
26. Anas acuta (pato golondrino)
27. Amazillia violiceps (colibrí corona violeta)
28. Pitangus sulphutatus (Luis bienteveo)
29. Oxyura jamaicensis (Pato tepalcate)
30. Aythya collaris

## Deterioro ambiental

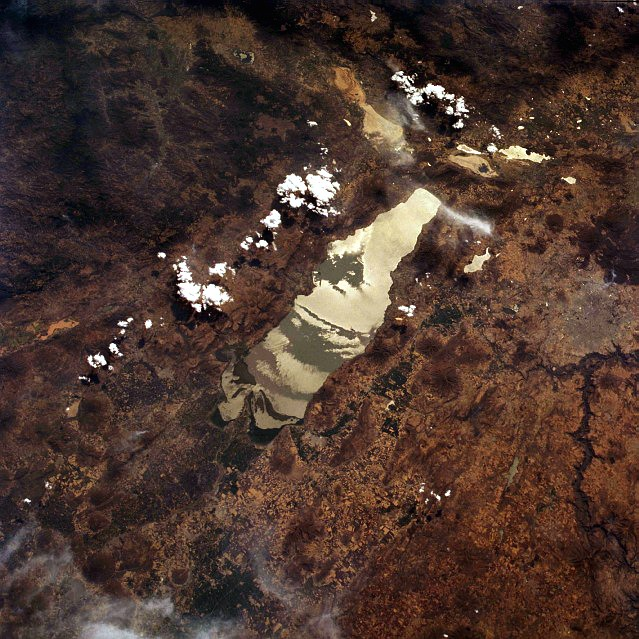
Fotografía satelital de Chapala en abril de 1994.

La situación actual del lago es muy compleja, pues la extensión de toda la cuenca involucra los factores de explotación del agua, contaminación, azolve y los efectos climáticos. Además el lago se va perdiendo día a día, pues lo único que salva su cota de agua es el temporal de lluvias. Los problemas de agua y la pelea por esta en el río Lerma provocan que el lago se pierda poco a poco. Aquí algunas de las problemáticas principales:
- El gasto excesivo de agua como consecuencia de la actividad humana,
- Los altos niveles de contaminación, debidos principalmente a las descargas industriales y a la falta y adecuada gestión de las plantas de tratamiento de aguas residuales

### Contaminación y azolve
La contaminación en el lago es grave. Para entender el alcance, se necesitan analizar las condiciones del agua de la cuenca Lerma-Santiago.
El río Lerma cruza la región del Bajío, y en él se vierten toda clase de desechos urbanos y agrícolas. Además, la construcción de presas en este río empeora el flujo del agua y los residuos terminan acumulándose.
En el río Grande de Santiago la contaminación es igualmente fuerte, pues recibe las aguas de drenaje de la ciudad de Guadalajara y pueblos cercanos.
Todos los residuos que hay en los ríos se juntan, haciendo que la corriente sea lenta y el agua se estanque.

## Lista de peces nativos
- Chirostoma chapalae - Jordan et Snyder, 1899 Charal de chapala
- Chirostoma jordani - Woolman, 1894
- Chirostoma arge - Jordan et Snyder, 1899
- Chirostoma labarcae -
- Chirostoma lucius - Boulenger, 1900
- Chirostoma sphyraena - Boulenger, 1900 Pescado blanco de chapala
- Chirostoma promelas- Jordan et Snyder, 1899
- Chirostoma consocium- Jordan et Hubbs, 1919
- Chirostoma diazi-
- Chirostoma ocotlane-
- Algansea dugesi
- Algansea lacustris (Steindachner, 1895) - Acúmara
- Algansea stigmatura
- Falcularis chapalae
- Nortropis calients
- Nortropis lermae
- Algansea popoche (Jordan y Snyder, 1199) - Popocha
- Yuriria alta
- Alloophorus robustus
- Allotoca dugesi
- Chapalichthys encaustus
- Gooeda atripinis
- Neotoca bilineata
- Ollentodon multipuntactus
- Skiffia lermae lermae
- Xenatoca variata
- Zoogneticus diazi
- Zoogneticus robustus
- Zoogneticus quitzeoensis
- Ictalurus dugesii (Bean, 1880) - Bagre del Lerma
- Ictalurus ochoterenai (de Buen, 1946) - Bagre de Chapala
- Tetrapleurodon spadiceus
- Poeciliopsis enfans
- Xiphophorus montezume